# Lúcio Ampélio
Lúcio Ampélio (em latim: Lucius Ampelius) foi um escritor do antigo Império Romano e autor de um livro sobre mitologia na Antiguidade clássica, geografia e história (liber memorialis). Ampélio é apenas conhecido como o autor de uma obra educacional com o título de liber memorialis. O período em que viveu é ainda incerto. Os pressupostos variam entre o reinado de Trajano e o tempo de Constantino. Seu livro contém 50 capítulos, provenientes de boas fontes do conhecimento escolar de seu tempo até o reinado de Trajano. O único manuscrito sobrevivente (Codex Divionensis) está atualmente desaparecido. O texto que ainda sobrevive é uma cópia feita pelo humanista francês Claude Saumaise (cod. Monac. lat. 10383). Eduard Wölfflin escreveu em 1854 sua tese de doutorado sobre o liber memorialis e publicou também em 1873 a primeira edição crítica.

## Obra
- «Liber Memorialis» (em inglês). (A tese de doutorado de Eduard Wölfflin de 1873) na LacusCurtius
- «Liber memoralis» (em alemão). (A tese de doutorado de Erwin Assmann de 1935) na Bibliotheca Augustana